# Gina Raimondo
Gina Marie Raimondo (/rəˈmɒndoʊ/; sinh ngày 17 tháng 5 năm 1971) là một nữ chính trị gia, luật sư và nhà đầu tư người Mỹ, bà giữ chức Bộ trưởng Thương mại Hoa Kỳ thứ 40 kể từ năm 2021. Raimondo là đảng viên của Đảng Dân chủ, trước đây bà từng là thống đốc thứ 75 của Rhode Island từ năm 2015 đến năm 2021 và là người phụ nữ đầu tiên giữ chức vụ này.